# Tecchū

Ein Paar Tecchū

Ein Tecchū [tetːʃɯː] (jap. 鉄柱) ist eine Schlagwaffe aus dem japanischen Kobudō.

## Beschreibung
Ein meist eiserner, selten auch hölzerner Bolzen, an dessen Mitte ein Ring angebracht war. Dieser diente zum Fixieren der Waffe in der Hand, indem man den Ring um den Mittelfinger und den Bolzen in der Hand trug. Die Waffe diente einerseits als zusätzliches Gewicht und zur „Härtung“ des Schlages sowie als Stichwaffe, mit den an den Seiten der Faust herausragenden (manchmal angespitzten) Enden des Bolzens.

## Geschichte
Wie die anderen Kobudo-Waffen ist auch diese ein zur Waffe umfunktioniertes Werkzeug oder ein umfunktionierter Alltagsgegenstand. Im alten China gab es wohl ähnlich aussehende Gegenstände, die zum Reparieren von Netzen benutzt wurden. Trotz dieser Ähnlichkeiten lässt sich der Ursprung der Waffe nicht zurückverfolgen.
Zur Zeit der Satsuma-Besatzung waren die üblichen Waffen wie zum Beispiel Schwerter (Katana) auf Okinawa verboten. Deshalb bediente sich die bäuerliche Bevölkerung ihrer Gebrauchsgegenstände als Waffen. Diese konnten nicht verboten werden, da sie (meist für die Ernährung der Bevölkerung) wirtschaftlich auch für die Besatzer unerlässlich waren.

## Kata
Die folgenden Kata verwenden diese Waffe:
- Tecchū no kata (als speziell für diese Waffe entwickelte Form)
- Jion (wurde aus dem Shorin-ryu Karate übernommen und für diese Waffe adaptiert)